# 東京都立大島海洋国際高等学校
東京都立大島海洋国際高等学校（とうきょうとりつ おおしまかいようこくさいこうとうがっこう、英: Tokyo Metropolitan Oshima Kaiyo Kokusai High School）は、東京都大島町差木地字下原にある東京都立の海洋高等学校。

## 概要
全寮制をとる唯一の東京都立高等学校であり、生徒はドミトリと呼ばれる寄宿舎で集団生活を営む。ただし、都外生の志願はできない。
ドミトリでは夕食後、寄宿舎で宅習と呼ばれる50分×2コマの学習時間が設けられている。
島内生は自宅通学可能。ドミトリ宅習への参加もできる。（新型コロナウイルス流行時は感染対策の影響で参加が不可とされた）
各学年次に、航海実習が行われる。1年次の基礎航海は全員必須である。
校歌はサンプラザ中野くんの作詞作曲である。
指定水産高校ではないため、卒業しても当直航海部員の資格認定は受けられない。

## 設置学科
- 全日制課程
  - 海洋国際科
    - 船舶運航系
    - 海洋生物系
    - 海洋産業系
    - 海洋探究系

## 沿革
- 1946年（昭和21年）4月1日 - 東京都立大島農林学校に水産科を設置し、修業年限を5年とする。
- 1948年（昭和23年）4月1日 - 東京都立大島新制高等学校と改称。
- 1950年（昭和25年）1月26日 - 東京都立大島高等学校と改称。
- 1971年（昭和46年）4月1日 - 東京都立大島高等学校から独立、東京都立大島南高等学校となる。
- 1972年（昭和47年）4月1日 - 全日制水産科を海洋科と名称変更。
- 1982年（昭和57年）4月1日 - 定時制課程1学年の生徒募集を停止。
- 2006年（平成18年）4月1日 - 学科を改編し、東京都立大島海洋国際高等学校に改称。
- 2008年（平成20年）3月31日 - 2005年度入学生が卒業し、新しい学科編成への切り替えが完了。

## 実習船
- 大島丸

国際航海船、681総トン。
- みはら

小型実習船、19総トン。
- りゅうおうII

9.1総トン。

## アクセス
- 元町港より大島バス波浮港ラインで「海洋国際高校前」下車[2]。

## 著名な出身者
- 関暁夫 - 作家
- 小原王明 - 写真家